# Mimoso de Goiás
Mimoso de Goiás é um município brasileiro do estado de Goiás. Sua população, de acordo com estimativas do Instituto Brasileiro de Geografia e Estatística (IBGE), era de 2 723 habitantes. Foi desmembrado do município de Niquelândia em 1975, por ficar distante da sede do município.

## História[7]
Mimoso de Goiás teve início no século passado, com a construção de uma capela pela família de Quirino Rodrigues Pereira, proprietário da fazenda Retiro do Mimoso. Com o assentamento de várias famílias no local, originou-se o povoado.
A expansão do núcleo urbano só aconteceu após 1955, com a construção de um campo de futebol, nas proximidades da igreja. O povoado foi elevado a condição de distrito, pertencente ao município de Niquelândia.
Em março de 1980, foi definida, por meio de plebiscito, sua anexação ao município de Padre Bernardo. Somente em 30 de dezembro de 1987 o povoado passa a categoria de município com o nome de Mimoso de Goiás e nos dias atuais possui 2.723 habitantes.